# Kobukuro
Kobukuro — японская рок-группа, сформированная в 1998 году в Осаке

## История
В свободное время будущий вокалист Кэнтаро Кобути уже сочинял свои песни в свободное время, а Сюнсукэ Курода участвовал в уличных представлениях. Они познакомились в 1998 году, когда Курода в очередной раз выступал на улице. В это время у обоих них имелась работа, Кэнтаро работал продавцом, а Сюнсукэ учителем физкультуры. Позже Курадо сочинил мелодию для вокалиста и они решили создать группу, объединив слоги своих фамилий.
После сформирования, некоторое время они являлись инди-группой и представили свой дебютный мини-альбом Saturday 8PM в 1999 году, а далее еще два Root of My Mind  и Answer в 2000 году. Последние два альбома выпущенные ими в то время имели коммерческий успех и уже в 2001 году они подписали контракт с Warner Music Japan. Дебютный сингл, вышедший 21 марта 2001 года, выпущенный на лейбле, «Yell» занял четвертое место в японском чарте Oricon. В этом же году был выпущен первый полноформатный альбом в истории коллектива Roadmade, после него в 2002 году они отправились в концертный тур.
21 декабря 2005 года Kobukuro опубликовали студийный альбом Nameless World, который впервые в истории коллектива попал на первое место в еженедельном чарте Oricon. Синглы «Koko Ni Shika Sakanai Hana»  и «Sakura» по отдельности были проданы тиражом более 400,000. В 2006 году они выпустили сборник All Singles Best, он был продан тиражом более двух миллионов.

## Состав группы
Сюнсукэ Курода — вокал
Кэнтаро Кобути — гитара, бэк-вокал

## Дискография

### Синглы
| Год  | Название                       | Позиция в чартах        |
| Год  | Название                       | Billboard Japan Hot 100 |
| ---- | ------------------------------ | ----------------------- |
| 2001 | «Toomawari»                    | —                       |
| 2001 | «YOU / miss you»               | —                       |
| 2002 | «Kaze»                         | —                       |
| 2002 | «Negainouta / Taiyou»          | —                       |
| 2002 | «Yuki No Furanai Machi»        | —                       |
| 2007 | «Tsubomi»                      | —                       |
| 2007 | «Aoku Yasashiku»               | —                       |
| 2009 | «Niji»                         | —                       |
| 2009 | «Niji»                         | —                       |
| 2009 | «Stay»                         | —                       |
| 2009 | «Summer Rain»                  | —                       |
| 2010 | «Layla»                        | —                       |
| 2010 | «Ryusei»                       | —                       |
| 2012 | «Mitsubachi»                   | 15                      |
| 2012 | «Kokoronohane»                 | —                       |
| 2012 | «Takibinoyounauta»             | —                       |
| 2012 | «Kamihikoki»                   | —                       |
| 2014 | «Ima Sakihokoru Hanatachiyo»   | 4                       |
| 2014 | «42.195km»                     | —                       |
| 2014 | «Twilight»                     | —                       |
| 2015 | «Hana»                         | 41                      |
| 2015 | «Mirai»                        | —                       |
| 2016 | «Sniff Out!»                   | —                       |
| 2018 | «Harebare»                     | —                       |
| 2019 | «Osaka Soul»                   | —                       |
| 2020 | «Sotsugyou (Gasshou)»          | —                       |
| 2020 | «Sotsugyou»                    | —                       |
| 2020 | «Tomoru Inori»                 | —                       |
| 2021 | «Sotsugyo» (совместно с Саной) | —                       |
| 2021 | «Ryobou»                       | —                       |
| 2021 | «Star Song»                    | —                       |

### Студийные альбомы
| Название и подробности                                                        |
| ----------------------------------------------------------------------------- |
| Grapefruits - Релиз: 28 августа 2002 - Лейбл: Warner Music Japan              |
| Straight - Релиз: 6 ноября 2003 - Лейбл: Warner Music Japan                   |
| Music Man Ship - Релиз: 3 ноября 2004 - Лейбл: Warner Music Japan             |
| Nameless Word - Релиз: 11 мая 2005 - Лейбл: Warner Music Japan                |
| All Singles Best 2 - Релиз: 13 июня 2007 - Лейбл: Warner Music Japan          |
| 5296 - Релиз: 7 ноября 2007 - Лейбл: Warner Music Japan                       |
| All Singles Best - Релиз: 19 декабря 2007 - Лейбл: Warner Music Japan         |
| Calling - Релиз: 10 октября 2008 - Лейбл: Warner Music Japan                  |
| Tokinoashioto - Релиз: 4 марта 2009 - Лейбл: Warner Music Japan               |
| One Song From Two Hearts - Релиз: 18 декабря 2013 - Лейбл: Warner Music Japan |
| Hidamari No Michi - Релиз: 4 июня 2014 - Лейбл: Warner Music Japan            |
| Kiseki - Релиз: 3 марта 2015 - Лейбл: Warner Music Japan                      |
| Timeless World - Релиз: 15 июня 2016 - Лейбл: Warner Music Japan              |
| One Times One - Релиз: 4 марта 2018 - Лейбл: Warner Music Japan               |
| Kazewo Mitsumete - Релиз: 7 ноября 2018 - Лейбл: Warner Music Japan           |
| All Time Best 1998-2018 - Релиз: 5 декабря 2018 - Лейбл: Warner Music Japan   |
| Star Made - Релиз: 4 августа 2021 - Лейбл: Warner Music Japan                 |

### Мини-альбомы
| Название и подробности                                                                          |
| ----------------------------------------------------------------------------------------------- |
| Saturday 8PM - Релиз: 21 июля 1999 - Лейбл: Minosuke Records                                    |
| Root of my Mind - Релиз: 4 марта 2000 - Лейбл: Minosuke Records                                 |
| Answer - Релиз: 19 декабря 2000 - Лейбл: Minosuke Records                                       |
| Blue Bird - Релиз: 16 февраля 2011 - Лейбл: Warner Music Japan                                  |
| Anotaiyouga Konosekaiwoterasitsudukeruyouni - Релиз: 27 апреля 2011 - Лейбл: Warner Music Japan |
| One Song From Two Hearts / Diamond - Релиз 24 июля 2013 - Лейбл: Warner Music Japan             |
| Mirai (Spring Package) - Релиз: 23 марта 2016 - Лейбл: Warner Music Japan                       |
| Kokoro - Релиз: 24 мая 2017 - Лейбл Warner Music Japan                                          |
| Sotsugyou - Релиз: 3 марта 2020 - Лейбл Warner Music Japan                                      |
| Tomoru Inori - Релиз: 14 октября 2020 - Лейбл: Warner Music Japan                               |
| Ryobou - Релиз: 7 июля 2021 - Лейбл: Warner Music Japan                                         |

## Награды и номинации
| Год  | Церемония награждения | Номинация  | Работа                     |
| ---- | --------------------- | ---------- | -------------------------- |
| 2005 | Japan Record Awards   | Gold Award | «Sakura»                   |
| 2006 | Japan Record Awards   | Gold Award | «Kimi to Iu Na no Tsubasa» |
| 2007 | Japan Record Awards   | Gold Award | «Tsubomi»                  |
| 2007 | Japan Record Awards   | Grand Prix | «Tsubomi»                  |